# Liste des lieux patrimoniaux du comté de Colchester
Cet article recense les lieux patrimoniaux du comté de Colchester en Nouvelle-Écosse inscrit au répertoire des lieux patrimoniaux du Canada, qu'ils soient de niveau provincial, fédéral ou municipal.

## Liste
- Haut – A
- B
- C
- D
- E
- F
- G
- H
- I
- J
- K
- L
- M
- N
- O
- P
- Q
- R
- S
- T
- U
- V
- W
- X
- Y
- Z

| [ 1 ] | Lieu patrimonial                                               | Illustration        | Municipalité      | Adresse                           | Coordonnées      | No    | Constr. | Prot.                                | Rec. | Notes |
| ----- | -------------------------------------------------------------- | ------------------- | ----------------- | --------------------------------- | ---------------- | ----- | ------- | ------------------------------------ | ---- | ----- |
| P     | Debert Palaeo-Indian Site                                      | Téléverser          | Debert            |                                   | à géolocaliser   | 15981 | 1972    | Special Place                        | 1974 |       |
| F     | Site paléo-indien de Debert                                    | Téléverser          | Debert            |                                   | 45.4188 -63.4161 | 4206  |         | LHN                                  | 1972 |       |
| P     | Bulmer House                                                   | Bulmer House        | Great Village     | 8740 No 2 Highway                 | 45.4163 -63.5996 | 3684  | 1850    | Provincially Registered Property     | 1997 |       |
| P     | Layton's General Store                                         | Téléverser          | Great Village     | 8724 No.2 Highway                 | 45.4163 -63.5999 | 3034  | 1860    | Provincially Registered Property     | 1989 |       |
| P     | St. James United Church                                        | Téléverser          | Great Village     | 8729 No. 2 Highway                | 45.4167 -63.6004 | 7267  | 1883    | Provincially Registered Property     | 1995 |       |
| P     | Yuill Barn                                                     | Téléverser          | Old Barns         | 3214 No. 236 Highway              | 45.354 -63.373   | 7341  |         | Provincially Registered Property     | 1985 |       |
| P     | James Miller House                                             | Téléverser          | Shubenacadie East | 14 Back Road                      | 45.1066 -63.3903 | 15205 |         | Provincially Registered Property     | 1997 |       |
| P     | Balmoral Grist Mill                                            | Balmoral Grist Mill | Tatamagouche      | 660 Matheson Brook Road           | 45.6456 -63.1948 | 15146 |         | Provincially Registered Property     | 2009 |       |
| P     | Fraser Octagon House                                           | Téléverser          | Tatamagouche      | 63 Church Street                  | 45.7114 -63.2921 | 6788  |         | Provincially Registered Property     | 1993 |       |
| P     | Sutherland Steam Mill                                          | Téléverser          | Tatamagouche      | 3169 Highway No. 326              | 45.7107 -63.1602 | 12503 | 1894    | Provincially Registered Property     | 2009 |       |
| M     | 11 Faulkner Street                                             | Téléverser          | Truro             | 11 Faulkner Street                | 45.3636 -63.2807 | 1599  | 1902    | Municipally Registered Property      | 1999 |       |
| M     | 138 Brunswick Street                                           | Téléverser          | Truro             | 138 Brunswick Street              | 45.3623 -63.2704 | 6231  | 1920    | Municipally Registered Property      | 2006 |       |
| M     | 21 Muir Street                                                 | Téléverser          | Truro             | 21 Muir Street                    | 45.3641 -63.2813 | 1602  | 1880    | Municipally Registered Property      | 1994 |       |
| M     | 67 Duke Street                                                 | Téléverser          | Truro             | 67 Duke Street                    | 45.3645 -63.2839 | 1597  | 1896    | Municipally Registered Property      | 1997 |       |
| M     | Abram K. Feetham House                                         | Téléverser          | Truro             | 94 Arthur Street                  | 45.3611 -63.2846 | 1574  | 1875    | Municipally Registered Property      | 1994 |       |
| M     | Archibald Beck House                                           | Téléverser          | Truro             | 43 Dominion Street                | 45.3696 -63.2841 | 1584  | 1880    | Municipally Registered Property      | 1994 |       |
| P     | Archibald House                                                | Téléverser          | Truro             | 86 Queen Street                   | 45.3663 -63.2822 | 6658  | 1851    | Provincially Registered Property     | 2000 |       |
| M     | C.A. MacQuarrie House                                          | Téléverser          | Truro             | 51 Queen Street                   | 45.367 -63.2842  | 1628  | 1889    | Municipally Registered Property      | 1999 |       |
| M     | C.B. Archibald House                                           | Téléverser          | Truro             | 86 Queen Street                   | 45.3663 -63.2822 | 2072  | 1851    | Municipally Registered Property      | 1989 |       |
| M     | Catherine Ryan House                                           | Téléverser          | Truro             | 126 Victoria Street               | 45.3627 -63.2809 | 1864  | 1878    | Municipally Registered Property      | 1997 |       |
| M     | Charles B. McMullen House                                      | Téléverser          | Truro             | 127 Park Street                   | 45.3673 -63.285  | 3154  | 1912    | Municipally Registered Property      | 1997 |       |
| M     | Charles E. Stanfield House                                     | Téléverser          | Truro             | 44 Dominion Street                | 45.3638 -63.2846 | 1585  | 1878    | Municipally Registered Property      | 1991 |       |
| M     | Charles S. Feetham House                                       | Téléverser          | Truro             | 40 Ross Street                    | 45.3599 -63.2742 | 6276  |         | Municipally Registered Property      | 2006 |       |
| M     | Colchester County Court House                                  | Téléverser          | Truro             | 1 Church Street                   | 45.3657 -63.2757 | 2098  | 1904    | Municipally Registered Property      | 1997 |       |
| M     | Colchester Historical Museum                                   | Téléverser          | Truro             | 29 Young Street                   | 45.3638 -63.2792 | 2165  | 1901    | Municipally Registered Property      | 2004 |       |
| M     | David Thomas House                                             | Téléverser          | Truro             | 140 Pleasant Street               | 45.3597 -63.2814 | 3155  | 1910    | Municipally Registered Property      | 1994 |       |
| M     | Ernest D. Vernon House                                         | Téléverser          | Truro             | 153 Dominion Street               | 45.3589 -63.2823 | 1594  | 1906    | Municipally Registered Property      | 1997 |       |
| P     | First United Church                                            | Téléverser          | Truro             | 711 Prince Street                 | 45.3655 -63.2797 | 4100  | 1916    | Provincially Registered Property     | 1999 |       |
| M     | First United Church                                            | Téléverser          | Truro             | 711 Prince Street                 | 45.3656 -63.2797 | 1995  | 1916    | Municipally Registered Property      | 1990 |       |
| M     | Frank McCurdy House                                            | Téléverser          | Truro             | 102 Willow Street                 | 45.3619 -63.2887 | 1898  | 1919    | Municipally Registered Property      | 1995 |       |
| M     | Frederick Prince House                                         | Téléverser          | Truro             | 61 Dominion Street                | 45.3632 -63.2838 | 1588  | 1886    | Municipally Registered Property      | 1994 |       |
| M     | George A. Christie House                                       | Téléverser          | Truro             | 14 Wood Street                    | 45.3641 -63.265  | 6270  | 1876    | Municipally Registered Property      | 2006 |       |
| M     | Gordon Ross House                                              | Téléverser          | Truro             | 24 Lansdoon Place                 | 45.3596 -63.2734 | 6268  | 1872    | Municipally Registered Property      | 2006 |       |
| M     | Henry A. Dickie House                                          | Téléverser          | Truro             | 79 Exhibition Street              | 45.359 -63.2743  | 6267  | 1917    | Municipally Registered Property      | 2006 |       |
| M     | Henry Lawrence House                                           | Téléverser          | Truro             | 77 Queen Street                   | 45.3668 -63.2826 | 1681  | 1890    | Municipally Registered Property      | 1999 |       |
| M     | Heritage Conservation District I                               | Téléverser          | Truro             | Heritage Conservation District I  | 45.3633 -63.2812 | 2726  | 1938    | Heritage Conservation District       | 2000 |       |
| M     | Heritage Conservation District II                              | Téléverser          | Truro             | Heritage Conservation District II | 45.3633 -63.2812 | 2727  | 1947    | Heritage Conservation District       | 2000 |       |
| M     | Heritage Conservation District III                             | Téléverser          | Truro             |                                   | 45.3621 -63.2863 | 2728  | 1910    | Heritage Conservation District       | 2000 |       |
| M     | Horace G. Mosher House                                         | Téléverser          | Truro             | 11 Victoria Street                | 45.3624 -63.2874 | 1684  | 1905    | Municipally Registered Property      | 1997 |       |
| M     | Hugh P. MacKay House                                           | Téléverser          | Truro             | 24 Victoria Street                | 45.3619 -63.2869 | 1693  | 1910    | Municipally Registered Property      | 1994 |       |
| M     | J.L. Doggett House                                             | Téléverser          | Truro             | 111 Willow Street                 | 45.3615 -63.2881 | 1999  | 1839    | Municipally Registered Property      | 1982 |       |
| M     | James Braynion House                                           | Téléverser          | Truro             | 113 Queen Street                  | 45.3665 -63.2803 | 1675  | 1859    | Municipally Registered Property      | 1995 |       |
| P     | John Logan Doggett House                                       | Téléverser          | Truro             | 111 Willow Street                 | 45.3615 -63.2882 | 4095  | 1839    | Provincially Registered Property     | 1998 |       |
| M     | John O'Brien House                                             | Téléverser          | Truro             | 121 Victoria Street               | 45.363 -63.2812  | 1817  | 1895    | Municipally Registered Property      | 1995 |       |
| M     | John S. Smith House                                            | Téléverser          | Truro             | 107 Willow Street                 | 45.3618 -63.288  | 1899  | 1856    | Municipally Registered Property      | 1994 |       |
| M     | John Smith House                                               | Téléverser          | Truro             | 410 Prince Street                 | 45.3661 -63.2922 | 3162  | 1870    | Municipally Registered Property      | 1994 |       |
| F     | Lieu historique national du Canada du Bureau-de-Poste-de-Truro | Téléverser          | Truro             | 695 Prince Street                 | 45.3651 -63.2805 | 7751  | 1886    | National Historic Site of Canada     | 1983 |       |
| M     | Lorenzo Spencer House                                          | Téléverser          | Truro             | 20 Dominion Street                | 45.3647 -63.2848 | 1586  | 1887    | Municipally Registered Property      | 1995 |       |
| M     | M.L. Urquhart House                                            | Téléverser          | Truro             | 115 Willow Street                 | 45.3614 -63.2883 | 2099  | 1911    | Municipally Registered Property      | 1994 |       |
| M     | Malcolm MacKinnon House                                        | Téléverser          | Truro             | 318 Brunswick Street              | 45.3637 -63.2599 | 6265  | 1912    | Municipally Registered Property      | 2006 |       |
| F     | Manège militaire                                               | Téléverser          | Truro             | 126 Willow Street                 | 45.3612 -63.2892 | 4730  | 1874    | Recognized Federal Heritage Building | 1991 |       |
| M     | Mary Vernon House                                              | Téléverser          | Truro             | 70 King Street                    | 45.3627 -63.2854 | 1601  | 1894    | Municipally Registered Property      | 1995 |       |
| M     | McCurdy House                                                  | Téléverser          | Truro             | 78 Willow Street                  | 45.3628 -63.2883 | 1896  | 1919    | Municipally Registered Property      | 1999 |       |
| M     | McMullen-Snook House                                           | Téléverser          | Truro             | 115 Victoria Street               | 45.363 -63.2816  | 1694  | 1909    | Municipally Registered Property      | 1994 |       |
| M     | Norman J. Layton House                                         | Téléverser          | Truro             | 142 Smith Avenue                  | 45.364 -63.2884  | 1683  | 1896    | Municipally Registered Property      | 1991 |       |
| P     | Old Provincial Normal College                                  | Téléverser          | Truro             | 752 Prince Street                 | 45.3642 -63.2786 | 2636  | 1878    | Provincially Registered Property     | 1998 |       |
| M     | Peter McGregor Archibald House                                 | Téléverser          | Truro             | 1178 Prince Street                | 45.3644 -63.2618 | 6269  | 1893    | Municipally Registered Property      | 2006 |       |
| M     | Provincial Normal College                                      | Téléverser          | Truro             | 752 Prince Street                 | 45.3642 -63.2786 | 1998  | 1878    | Municipally Registered Property      | 1982 |       |
| M     | R.O. McCurdy House                                             | Téléverser          | Truro             | 114 Willow Street                 | 45.3617 -63.289  | 2081  | 1935    | Municipally Registered Property      | 1997 |       |
| M     | Richard Smith House                                            | Téléverser          | Truro             | 91 Smith Avenue                   | 45.3642 -63.2911 | 1676  | 1866    | Municipally Registered Property      | 1992 |       |
| P     | Robie Street Cemetery                                          | Téléverser          | Truro             | 125 Robie Street                  | 45.3681 -63.3113 | 12898 |         | Provincially Registered Property     | 2008 |       |
| M     | Robie Street Cemetery                                          | Téléverser          | Truro             | 125 Robie Street                  | 45.3697 -63.3063 | 2031  | 1760    | Municipally Registered Property      | 1990 |       |
| M     | Rufus A. Tremain House                                         | Téléverser          | Truro             | 78 King Street                    | 45.3661 -63.2922 | 3156  | 1896    | Municipally Registered Property      | 1989 |       |
| M     | Rupert Doyle House                                             | Téléverser          | Truro             | 114 Brunswick Street              | 45.3621 -63.2719 | 6193  |         | Municipally Registered Property      | 2006 |       |
| M     | St. John's Anglican Church                                     | Téléverser          | Truro             | 23 Church Street                  | 45.3648 -63.2758 | 1583  | 1938    | Municipally Registered Property      | 2001 |       |
| M     | Victoria Square                                                | Téléverser          | Truro             | 493 Prince Street                 | 45.3665 -63.287  | 1603  | 1760    | Municipally Registered Property      | 1982 |       |
| M     | W.H. Faltenhine House                                          | Téléverser          | Truro             | 114 Victoria Street               | 45.3626 -63.2815 | 2080  | 1938    | Municipally Registered Property      | 1997 |       |
| M     | William J. Kent House                                          | Téléverser          | Truro             | 63 Queen Street                   | 45.3669 -63.2834 | 1680  | 1890    | Municipally Registered Property      | 1991 |       |
| M     | Zion Baptist Church                                            | Téléverser          | Truro             | 454 Prince Street                 | 45.3658 -63.2896 | 2450  | 1898    | Municipally Registered Property      | 1997 |       |
| P     | Reverend James Smith Property                                  | Téléverser          | Upper Stewiacke   | 5305 No. 289 Highway              | 45.2201 -62.9982 | 7263  |         | Provincially Registered Property     | 1993 |       |